# Konjo (Volk)
Die Konjo sind ein Volk in der indonesischen Provinz Süd-Sulawesi. Sie bewohnen hauptsächlich das Kabupaten Bulukumba in der südöstlichen Ecke der südlichen Halbinsel von Sulawesi.
Die Konjo der Küste sind Seeleute und Schiffbauer. In Tanaberu, insbesondere in den Dörfern der Ara und Lemo-Lemo, findet man die letzten Werften, wo die Pinisi-Boote gebaut werden.
Aus dem Dorf Bira stammen im Allgemeinen die Kapitäne und Seeleuten, die diese Boote über die Meere des indonesischen Archipels steuern. Die Konjo versuchen nicht, der allgemeinen Überzeugung zu widersprechen, dass sie Bugis sind.

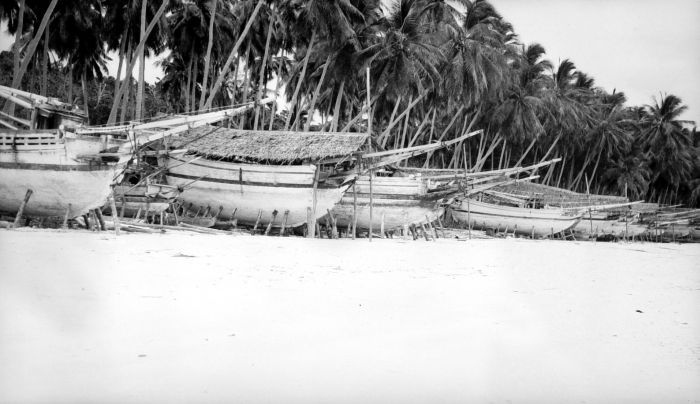
Boote in Bira in den 1930er Jahren